# Armada Finlandesa
La Armada Finlandesa (en finés: Merivoimat, en sueco: Marinen) es la rama marítima de las Fuerzas Armadas de Finlandia. Se compone del ejército costero y de la marina. Tiene 84 unidades de superficie sin embargo no cuenta con ningún submarino. La armada fue fundada en 1918, junto con el ejército de tierra y el de aire. 
Cada año unos 4.300 reclutas hacen su servicio militar en la armada. El actual comandante es el contraalmirante Veli-Jukka Pennala.

## Estructura
La Armada Finlandesa se estructura en una agrupación de Estado Mayor, tres unidades tipo brigada (una de ellas propiamente naval) y la Academia Naval.

## Bases
- Upinniemi, Kirkkonummi
- Pansio, Turku
- Dragsvik, Ekenas

## Fuerzas movilizadas
- Dos escuadrones de ataque rápido
- Tres escuadrones de medidas antiminas
- Dos minadores
- Tres minadores auxiliares
- Dos patrulleras
- Dos batallones y seis compañías de cazadores costeros
- Dos compañías de misiles costeros
- Cuatro baterías de misiles antibuque
- Cuatro unidades de artillería costera fija
- Doce unidades de artillería costera móvil

## Equipamiento actual
- 4 patrulleros lanzamisiles de la clase Hamina, de 51 metros de eslora.

- 4 patrulleros lanzamisiles de la clase Rauma, de 48,5 metros de eslora.
- 12 lanchas de la clase Jehu, de 19,9 metros de eslora.
- 3 cazaminas de la clase Katanpää,  de 52,5 metros de eslora.
- 2 minadores de la clase Hameenmaa  de 77,8 metros de eslora.
- 3 minadores de la clase Pansio  de 43 metros de eslora.
- 50 lanchas de desembarco LCP.[1]